# Andrea Tornielli
Andrea Tornielli (Chioggia, 14 de març de 1964) és un periodista italià i escriptor religiós. És casat i té tres fills.

## Biografia
Llicenciat en Història de la llengua grega a la Universitat de Pàdua, el desembre de 1987 Tornielli esdevingué un periodista sobre el catolicisme i escriptor. Va col·laborar al diari catòlic Il Sabato i al mensual 30Giorni entre 1992 i 1996. Fou periodista al diari conservador Il Giornale, de 1996 a 2011. Va començar a La Stampa el març de 2011, com a vaticanista, i és el coordinador de la pàgina sobre el Vaticà del diari, anomenada Vatican Insider, publicada en tres llengües i enterament dedicada a la informació relacionada amb el Vaticà i l'Església catòlica. També té un programa mensual a Maria Radiofònica.
Té molts llibres publicats, sobretot de temàtica religiosa, traduïts a diverses llengües, incloent diverses biografies i temàtiques com el papa Pius XII i l'Holocaust, o el Jesús històric i Pius de Pietrelcina.